# 6923 Borzacchini
6923 Borzacchini eller 1993 SD är en asteroid i huvudbältet som upptäcktes den 16 september 1993 av Santa Lucia Stroncone-observatoriet i Stroncone. Den är uppkallad efter italienaren Baconin Borzacchini.
Asteroiden har en diameter på ungefär 7 kilometer och den tillhör asteroidgruppen Eos.